# John-Christophe Ayina
John-Christophe Ayina, né le 9 avril 1991 à Rouen (Seine-Maritime), est un footballeur franco-congolais évoluant au Vevey-Sports.

## Biographie
Passé par le centre de formation de l'En avant Guingamp, club avec lequel il débute en CFA, il rejoint celui du Paris Saint-Germain en 2009. Bertrand Reuzeau, directeur du centre de formation du club et entraîneur de l'équipe réserve à l'époque le décrit alors comme un « joueur à gros potentiel ».
Alors qu'il s'entraîne avec l'US Quevilly à partir d'octobre 2011, c'est à la fin du mercato hivernal qu'il s'engage avec les jaune et noir. En quarts de finale de la Coupe de France 2012, il est révélé au grand public en inscrivant deux des trois buts de son équipe contre l'Olympique de Marseille en entrant en jeu en début de prolongation. En finale, il remplace Anthony Laup, blessé, à la 82e minute contre l'Olympique lyonnais au Stade de France mais ne connaît pas la même réussite.
Lors du mercato d'été 2012, le président du club espagnol de Córdoba CF annonce l’arrivée de l’ancien jaune et noir dans son club. En Espagne, ce jeune joueur de 21 ans aura l’occasion de pouvoir exploser à l’image du parcours réalisé en Coupe de France avec Quevilly.
Le 6 novembre 2015, il rejoint Rochdale, en quatrième division anglaise.

## Palmarès
- Finaliste de la Coupe de France en 2012 avec l'US Quevilly.